# Hemiergis decresiensis
Hemiergis decresiensis är en ödleart som beskrevs av  Cuvier 1829. Hemiergis decresiensis ingår i släktet Hemiergis och familjen skinkar. IUCN kategoriserar arten globalt som livskraftig.

## Underarter
Arten delas in i följande underarter:
- H. d. continentis
- H. d. decresiensis
- H. d. talbingoensis
- H. d. davisi